# Scrupulum
Le scrupule,, (en latin : scrupulum, diminutif du latin scupus, pierre pointue) est une unité de mesure de poids dans la république romaine. Il correspond à un poids de 1/24 d'once et par extension le 1/24 d'autres mesures : 
- Comme unité de poids, le scrupulum équivaut  à 1/24 d'once (env. 1,296 g)[4].
- Une mesure de terrain équivalent à 1/288 iugerum (env. 8,7 m2)[5].
- Une mesure de temps équivalent à 1/24 d'heure[6].

## Terminologie
Le substantif masculin,, ‹ scrupule › est emprunté au latin, scrupulum,, dérivé de scrupulus (« petite pierre pointue »), diminutif de scrupus (« pierre pointue »).
Scrupulum peut se trouver aussi écrit scripulum, scriptulum, scriplus et scriptulus.
Scriptulum était aussi associé aux lignes d'un damier.

## Source
- (it) Cet article est partiellement ou en totalité issu de l’article de Wikipédia en italien intitulé « Scrupulum » (voir la liste des auteurs).